# Цюслиці
Цюслиці (пол. Ciuślice) — село в Польщі, у гміні Чарноцин Казімерського повіту Свентокшиського воєводства.
Населення — 121 особа (2011).
У 1975-1998 роках село належало до Келецького воєводства.

## Демографія
Демографічна структура на день 31 березня 2011 року:
|          | Загалом | Допрацездатний вік | Працездатний вік | Постпрацездатний вік |
| -------- | ------- | ------------------ | ---------------- | -------------------- |
| Чоловіки | 53      | 7                  | 37               | 9                    |
| Жінки    | 68      | 12                 | 32               | 24                   |
| Разом    | 121     | 19                 | 69               | 33                   |